# Giulio Agricola

Giulio Agricola is een metrostation in het stadsdeel municipio VII van de Italiaanse hoofdstad Rome. Het station werd geopend op 19 februari 1980 en wordt bediend door lijn A van de metro van Rome. Het station is genoemd naar Gnaeus Julius Agricola, onder meer gouverneur van Britannia.

## Ligging en inrichting
Giulio Agricola is een van de stations die onder de Via Tuscolana werden gebouwd ter vervanging van de tramdienst die sinds 1906 werd onderhouden. De bouw begon in 1963 en de oplevering was gepland voor 1966/67. Het standaardontwerp van lijn A voor de stations buiten de binnenstad werd ook bij Giulio Agricola gebruikt. De toegangen liggen op de hoeken van het kruispunt van de Via Tuscolana en de Via Giulio Agricola. De perrons zijn vanuit de verdeelhal bereikbaar met vaste trappen. Ongeveer 700 meter ten zuiden van het station ligt het Felice Aquaduct dat over de Via Giulio Agricola bereikbaar is.